# Сплендор
Сплендор је друштвена игра за више играча (2 до 4) базирана на специјално дизајнираним картама. Игру је осмислио Марк Андре (Marc André), а илустровао Паскал Квидаулт (Pascal Quidault). Објављена је 2014. године од стране Свемирских Каубоја (Space Cowboys), Asmodee. Игра се састоји од карти и жетона. Играчи улазе у улогу трговаца драгуљима из периода Ренесансе и такмиче се у куповини рудника, транспорту драгуља и отварању продавница. Циљ је да постанете најбогатији трговац тако што ћете сакупити највише поена. Игра је номинована за 2014 Spiel des Jahres (игру године).

## Игра
Сплендор је игра менаџмента ресурса у којој се играчи боре да сакупе што више поена. Поене играчи добијају тако што употребљавају ресурсе за руднике где се сирова руда претвара у драгуље који ће заинтересовати премићке породице. Тиме се стиче утицај, а онда драгуљи постају познатији и скупљи.
Почетна поставка игре се разлику од броја играча, а играч има само једну акцију по кругу.
На првом нивоу играчи покушавају да изаберу комбинацију драгог камења које ће обезбедити транспорт бродовима и познате јувелире проценитеље који су на другом нивоу. На трећем нивоу се драгуљи продају у најпознатијим јувелирницама, а уколико се добро искомбинује драго камење оно ће привући и племићке породице који доносе престижне поене који су пресудни за победу у игри.
Игра садржи :
- 40 жетона са сликом драгуља: рубин, сафир, дијамант, оникс, емералд; од сваког по 7, као и пет златних. Жетони изгледају као чипови у покеру.
- 90 карти подељених по нивоима

- 10 картица с ликовима

Карте су подељене у 3 нивоа (3 шпила) који нам говоре о вредности карте. Свака карта садржи један од драгуља, који након куповине те карте, може да се користи за даљу куповину карата. 
Пре него што игра почне n+1 картица с ликовима се одвоји тако да их сви играчи виде (n је број играча; преостале картице не учествују у игри). Из сваког шпила се извуку по 4 карте и поређају на таблу у 3 реда тако да сви виде док сами шпилови стоје поред (из њих се после допуњују редови).

### Правила
Један потез представља једну акцију која може бити:
- узимање до 3 жетона (драгуља) различите боје

- узимање 2 жетона исте боје (под условом да има барем 4 жетона те боје)

- узимање једног "златног" жетона и резервација једне карте (све док број резервисаних карти не превазилази 3)
- куповина карте (са табле или резервације) давањем драгуља које та карта захтева. Ако играч поседује неку карту она се рачуна као драгуљ који је на њој приказан.

Након акције:
- ако је играч сакупио довољно карти може да покупи бонус картицу
  - ако има за више од једне може да узме и њих
  - могу да се узму само картице изабране пре почетка игре
  - играч задржава картице до краја игре
- ако играч има више од 10 драгуља код себе треба да врати неколико тако да му остане 10 или мање
- након куповине карте играч извлачи следећу из тог шпила и ставља је на место купљене. Ако се остане без неког шпила он се сматра потрошеним и на његово место не долазе карте из других шпилова.[1]

### Крај игре
Први играч који сакупи 15 поена покреће завршни круг. Остали играчи имају по још један потез да сакупе 15 или више. Наком тога игра је завршена. 

### Бодовање
Када се игра заврши, особа која има највише поена се сматра победником. Ако је нерешено гледа се ко има мање карти. Ако ни то не пресуди играчи деле победу.

## Награде
- 2014 Dice Tower Gaming Awards Best Family Game Winner
- 2014 Golden Geek Best Board Game Artwork & Presentation Nominee
- 2014 Golden Geek Best Family Board Game Winner
- 2014 Golden Geek Board Game of the Year Winner
- 2014 Spiel des Jahres Nominee[3]
- 2014 Tric Trac de Bronze
- 2014 Origins Game of the Year[5]
- 2015 Golden Geek Best Board Game App[6]